# Predsjedništvo Bosne i Hercegovine
Predsjedništvo Bosne i Hercegovine je skupni poglavar države Bosne i Hercegovine i čine ga predstavnici tri konstitutivna naroda - Bošnjaka, Hrvata i Srba. 
Njegov sastav, izbor članova, način odlučivanja i nadležnosti uređeni su Ustavom BiH, Izbornim zakonom BiH i Poslovnikom Predsjedništva BiH.

## Nadležnosti Predsjedništva
Nadležnosti Predsjedništva BiH utvrđene su Ustavom BiH. Prema njemu, Predsjedništvo BiH nadležno je za:
- vođenje vanjske politike BiH;
- imenovanje veleposlanika i drugih međunarodnih predstavnika Bosne i Hercegovine, s tim da ih s područja Federacije BiH ne može izabrati više od dvije trećine;
- zastupanje Bosne i Hercegovine u međunarodnim i europskim integracijama i institucijama i traženje članstva u onim organizacijama u kojima Bosna i Hercegovina nije član;
- pregovaranje o sklapanju međunarodnih ugovora Bosne i Hercegovine, otkazivanje, i uz pristanak Parlamentarne skupštine, ratificiranje takvih ugovora;
- izvršavanje odluka Parlamentarne skupštine;
- predlaganje, na preporuku Vijeća ministara godišnjeg proračuna Parlamentarnoj skupštini;
- podnošenje izvješća na zahtjev, ali najmanje jedan put godišnje, Parlamentarnoj skupštini o izdatcima Predsjedništva;
- koordiniranje, po potrebi, s međunarodnim i nevladinim organizacijama u Bosni i Hercegovini;
- obavljanje i drugih dužnosti potrebnih za izvršavanje njegovih dužnosti koje mu dodijeli Parlamentarna skupština ili na koji pristanu entiteti.

U okviru svoje inicijativne uloge, Predsjedništvo je ovlašteno predlagati zakone, a u okviru dužnosti imenovanja,ono imenuje predsjedavajućeg Vijeća ministara i druge visoke dužnosnike u institucijama izvršne vlasti sukladno Ustavu i zakonu.

## Izbor članova Predsjedništva
Po svom sastvu i načinu odlučivanja, Predsjedništvo prvotno izražava i osigurava interese i ravnopravnost tri konstitutivna naroda. Ima tri člana, jednog Bošnjaka, jednog Hrvata i jednog Srbina. Članovi Predsjedništva BiH iz reda hrvatskog i bošnjačkog naroda biraju se izravno s područja entiteta Federacije Bosne i Hercegovine, a član Predsjedništva iz reda srpskog naroda bira se izravno s područja entiteta Republike Srpske. Tom se načelu prigovara onemogućavanje da svoje zastupnike u Predsjedništvu biraju Srbi s područja Federacije BiH, kao i Bošnjaci i Hrvati s područja Republike Srpske, čime je narušeno opće pravo i jednako pravo glasa koje poznaju međunarodne konvencije o ljudskim pravima. Kako su ti međunarodni akti dio Ustava BiH, te nemaju nadustavnu snagu, već su izjednačeni samom Ustavu, proizlazi da je Ustav BiH proturječan sam sebi, te svaka promjena po tom pitanju zahtjeva i promjenu Ustava.
Člankom V. 1. a) Ustava BiH je propisano da će članovi Predsjedništva biti birani izravno u svakom entitetu, tako da svaki glasač glasuje za popunjavanje jednog mjesta u Predsjedništvu, u skladu s Izbornim zakonom BiH kojeg donosi Parlamentarna skupština BiH. Tim je rješenjem omogućeno da pripadnici brojnijeg konstitutivnog naroda mogu dati jedan dio glasova za člana Predsjedništva iz reda drugog konstitutivnog naroda i na taj način utjecati na izbor oba kandidata. Takva situacija odnosi se samo na Federaciju BiH, gdje svaki registrirani birač može glasovati ili za bošnjačkog ili za hrvatskog člana Predsjedništva, no ne i za obojicu. Ustavom je također određeno da će bilo koje upražnjeno mjesto u Predsjedništvu popuniti relevantni entitet u skladu sa zakonom koji će usvojiti Parlamentarna skupština.

## Mandat članova Predsjedništva
Mandat članova Predsjedništva traje četiri godine. Iznimka je bio mandat članova Predsjedništva izabranih na prvim općim izborima 1996., održanim u skladu s Aneksom 3. Daytonskog sporazuma prema pravilima koje je donijela Organizacija za europsku sigurnost i suradnju, koji je trajao dvije godine. Jednom izabrani, članovi Predsjedništva imaju pravo biti birani na još jedan uzastopni mandat, slijedom kojeg naredne četiri godine neće imati pravo biti birani (čl. V. 1. b) Ustava BiH).
Predsjedatelj Predsjedništva BiH mijenja se svakih osam mjeseci po načelu rotacije između članova Predsjedništva. Ako član Predsjedništva, iz bilo kojeg razloga, prestane vršiti svoju dužnost, ili ako je trajno ili privremeno nesposoban za vršenje dužnosti, mijenja ga zamjenjujući član Predsjedništva koji preuzima dužnost člana Predsjedništva sukladno sa Zakonom o popunjavanju upražnjenog mjesta člana predsjedništva Bosne i Hercegovine tijekom trajanja mandata (čl. 8. 4. Izbornog zakona BiH). Također, ako član Predsjedništva tijekom dvanaest mjeseci izostane s jedne trećine redovnih sjednica Predsjedništva, smatrat će se da je podnio ostavku. Mandat novog člana Predsjedništva završava kad bi se završio i mandat člana koji ga je zamijenio. Novi član Predsjedništva preuzima sva prava, dužnosti i odgovornosti člana Predsjedništva kojeg je zamijenio, uključujući i predsjedanje sjednicama Predsjedništva.
Ova pitanja uređena su odredbama Izbornog zakona, prema kojima je predviđeno i postojanje trajne nesposobnosti za vršenje dužnosti člana Predsjedništva, o čemu odlučuje Ustavni sud BiH (čl. 8. 7.). Tom odredbom prekršen je Ustav BiH kojim se jedino mogu odrediti i mijenjati nadležnosti Ustvnog suda BiH, a ujedno je prekršeno i načelo da se Ustavni sud bavi zakonima, a ne zakoni Ustavnim sudom, izuzevši ustavni zakon o Ustavnom sudu, koji bi trebao postojati, ali ne postoji u BiH. Ako Ustavni sud BiH odluči, prema odredbama Izbornog zakona BiH, da je član Predsjedništva nesposoban vršiti svoju dužnost, tada zamjenjujući tog člana preuzima prava, dužnosti i odgovornosti onesposobljenog člana Predsjedništva BiH, dok Ustavni sud BiH ne donese odluku da taj član Predsjedništva niije više privremeno nesposoban za vršenje svoje dužnosti.

## Sastavi Predsjedništva

### 1996. – 1998.
Prvi opći izbori od neovisnosti BiH 1992. održani su 14. rujna 1996.
| predstavlja | Bošnjake            | Hrvate              | Srbe                |
| ----------- | ------------------- | ------------------- | ------------------- |
| stranka     | SDA                 | HDZ BiH             | SDS                 |
| stranka     |                     |                     |                     |
| član        | Alija Izetbegović   | Krešimir Zubak      | Momčilo Krajišnik   |
| član        |                     |                     |                     |
| od          | 5. listopada 1996.  | 5. listopada 1996.  | 5. listopada 1996.  |
| do          | 13. listopada 1998. | 13. listopada 1998. | 13. listopada 1998. |

### 1998. – 2002.
Drugi opći izbori održani su 12. i 13. rujna 1998.
| predstavlja | Bošnjake            | Bošnjake            | Bošnjake            | Hrvate              | Hrvate              | Srbe                |
| ----------- | ------------------- | ------------------- | ------------------- | ------------------- | ------------------- | ------------------- |
| stranka     | SDA                 | SDA                 | SBiH                | HDZ BiH             | SDP BiH             | SP RS               |
| stranka     |                     |                     |                     |                     |                     |                     |
| član        | Alija Izetbegović   | Halid Genjac        | Beriz Belkić        | Ante Jelavić        | Jozo Križanović     | Živko Radišić       |
| član        |                     |                     |                     |                     |                     |                     |
| od          | 13. listopada 1998. | 14. listopada 2000. | 30. ožujka 2001.    | 13. listopada 1998. | 7. ožujka 2001.     | 13. listopada 1998. |
| do          | 14. listopada 2000. | 30. ožujka 2001.    | 20. listopada 2002. | 7. ožujka 2001.     | 20. listopada 2002. | 20. listopada 2002. |

### 2002. – 2006.
Četvrti opći izbori održani su 5. listopada 2002. Na trećim općim izborima nisu birani članovi Predsjedništva.
| predstavlja | Bošnjake            | Hrvate              | Hrvate            | Srbe                | Srbe              |
| ----------- | ------------------- | ------------------- | ----------------- | ------------------- | ----------------- |
| stranka     | SDA                 | HDZ BiH             | HDZ BiH           | SDS                 | SDS               |
| stranka     |                     |                     |                   |                     |                   |
| član        | Sulejman Tihić      | Dragan Čović        | Ivo Miro Jović    | Mirko Šarović       | Borislav Paravac  |
| član        | Dragan Čović        |                     |                   |                     |                   |
| od          | 28. listopada 2002. | 28. listopada 2002. | 9. svibnja 2005.  | 28. listopada 2002. | 2. travnja 2003.  |
| do          | 6. studenog 2006.   | 9. svibnja 2005.    | 6. studenog 2006. | 2. travnja 2003.    | 6. studenog 2006. |

Prema izbornim rezultatima, Dragan Čović je imao 61,5% hrvatskih glasova; Mirko Šarović 35,5% srpskih, te Sulejman Tihić 37% bošnjačkih glasova.
Mirko Šarović je 2003. podnio ostavku zbog povezanosti s prodajom oružja Iraku. Parlament je na njegovo mjesto imenovao Borislava Paravca.

### 2006. – 2010.
Peti opći izbori održani su 1. listopada 2006.
| predstavlja | Bošnjake           | Hrvate             | Srbe               |
| ----------- | ------------------ | ------------------ | ------------------ |
| stranka     | SBiH               | SDP BiH            | SNSD               |
| stranka     |                    |                    |                    |
| član        | Haris Silajdžić    | Željko Komšić      | Nebojša Radmanović |
| član        |                    |                    |                    |
| od          | 6. studenog 2006.  | 6. studenog 2006.  | 6. studenog 2006.  |
| do          | 10. studenog 2010. | 10. studenog 2010. | 10. studenog 2010. |

### 2010. – 2014.
Šesti opći izbori održani su 3. listopada 2010.
| predstavlja | Bošnjake           | Hrvate             | Srbe               |
| ----------- | ------------------ | ------------------ | ------------------ |
| stranka     | SDA                | SDP BIH            | SNSD               |
| stranka     |                    |                    |                    |
| član        | Bakir Izetbegović  | Željko Komšić      | Nebojša Radmanović |
| član        |                    |                    |                    |
| od          | 10. studenog 2010. | 10. studenog 2010. | 10. studenog 2010. |
| do          | 17. studenog 2014. | 17. studenog 2014. | 17. studenog 2014. |

### 2014. – 2018.
Sedmi opći izbori održani su 12. listopada 2014.
| predstavlja | Bošnjake           | Hrvate             | Srbe               |
| ----------- | ------------------ | ------------------ | ------------------ |
| stranka     | SDA                | HDZ BiH            | PDP                |
| stranka     |                    |                    |                    |
| član        | Bakir Izetbegović  | Dragan Čović       | Mladen Ivanić      |
| član        | Dragan Čović       |                    |                    |
| od          | 17. studenog 2014. | 17. studenog 2014. | 17. studenog 2014. |
| do          | 20. studenog 2018. | 20. studenog 2018. | 20. studenog 2018. |

### 2018. – 2022.
Osmi opći izbori održani su 7. listopada 2018.
| predstavlja | Bošnjake           | Hrvate             | Srbe               |
| ----------- | ------------------ | ------------------ | ------------------ |
| stranka     | SDA                | DF                 | SNSD               |
| stranka     |                    |                    |                    |
| član        | Šefik Džaferović   | Željko Komšić      | Milorad Dodik      |
| član        |                    |                    |                    |
| od          | 20. studenog 2018. | 20. studenog 2018. | 20. studenog 2018. |
| do          | 16. studenog 2022. | 16. studenog 2022. | 16. studenog 2022. |

### 2022. – 2026.
Deveti opći izbori održani su 2. listopada 2022.
| predstavlja | Bošnjake           | Hrvate             | Srbe               |
| ----------- | ------------------ | ------------------ | ------------------ |
| stranka     | SDP BiH            | DF                 | SNSD               |
| stranka     |                    |                    |                    |
| član        | Denis Bećirović    | Željko Komšić      | Željka Cvijanović  |
| član        |                    |                    |                    |
| od          | 16. studenog 2022. | 16. studenog 2022. | 16. studenog 2022. |
| do          | trenutno           | trenutno           | trenutno           |

## Vanjske poveznice
- Predsjedništvo Bosne i Hercegovine  Arhivirana inačica izvorne stranice od 18. svibnja 2011. (Wayback Machine)